# Hans-Jürgen Berger
Hans-Jürgen Berger (República Federal Alemana, 21 de septiembre de 1951) es un atleta alemán retirado especializado en la prueba de salto de longitud, en la que consiguió ser subcampeón europeo en pista cubierta en 1975.

## Carrera deportiva
En el Campeonato Europeo de Atletismo en Pista Cubierta de 1975 ganó la medalla de plata en el salto de longitud, con un salto de 7.87 metros, tras el francés Jacques Rousseau (oro con 7.94 metros) y por delante del polaco Zbigniew Beta (bronce con 7.82 metros).